# Al Bano I Ego Ledi
Al Bano i Ego Ledi (Al Bano И Его Леди ) è una raccolta di Al Bano pubblicata in Russia nel 2005. Contiene duetti con 8 cantanti russe.
In questo album Al Bano canta per la prima volta anche in lingua russa.

## Tracce
1. Sempre sempre / Всегда c tобой  (Claude Lemesle, Michel Carrè, Michel Gouty, Vito Pallavicini - Al Bano & Julia Nachalova
2. Коroleva krasoty - Al Bano & Julia Nachalova
3. Cos' è l'amore / Моя Любовь (Mark Taylor, Paul Barry, Luciano Sardelli. Albano Carrisi) - Al Bano & Svietlana Svietikova
4. Acqua di mare / Слеза (Albano Carrisi, Vito Pallavicini) - Al Bano & Tatiana Ovsienko
5. Landishy - Al Bano & Tatiana Ovsienko
6. Che sarà / Так И Будет (Jimmy Fontana, Carlo Pes, Franco Migliacci) - Al Bano & Yulia Mihalchik
7. Svad'ba - Al Bano & Yulia Mihalchik
8. Chernye Glaza - Al Bano & Irina Epifanova
9. Prima notte d'amore / Надо Быть cчастливой (Albano Carrisi, Romina Power) - Al Bano & Olga Nosova
10. List'ya zheltye - Al Bano & Laima Vaikule
11. Giochi Del Tempo / Надо bернуться	(romanza anonima, Romina Power) - Al Bano & Diana Gurtskaya